# Ільїнка (Хабаровський район)
Ільї́нка (рос. Ильинка) — село у складі Хабаровського району Хабаровського краю, Росія. Адміністративний центр та єдиний населений пункт Ільїнського сільського поселення.

## Населення
Населення — 2729 осіб (2010; 2738 у 2002).
Національний склад (станом на 2002 рік):
- росіяни — 91 %